# Jean Bart (1790)
Pour les autres navires du même nom, voir Jean Bart (navire).
Le Jean Bart est un navire de guerre français en service de 1790 à 1809. C'est un vaisseau de ligne de 74 canons de la classe Téméraire.

## Construction
Le premier vaisseau à porter le nom du corsaire Jean Bart est mis en chantier à Lorient le 1er juin 1788 et est lancé le 7 novembre 1790. Faute de bois pour finir ses parties hautes, son armement est retardé jusqu'en mars 1791.
Un vaisseau portant le nom du corsaire Jean Bart naviguait déjà en 1779, capitaine François Cottin et armateurs Colleville et Reverdun (Le Havre). Il sera rebaptisé en 1780, Marquise de Seignelay.

### Armement
- 28 canons de 36 livres dans la première batterie ;
- 30 canons de 24 livres dans la seconde batterie ;
- 16 canons de 8 livres et
- 4 caronades de 36 livres sur les gaillards.

## Carrière

### Révolution
En 1793, il fait partie de la division de six vaisseaux, commandée par le contre-amiral Van Stabel, chargée d'escorter un convoi de ravitaillement (farine, café, sucre, coton...) des États-Unis jusqu'en France. Le 24 décembre 1793, l'escorte quitte Brest, mouille à la Chesapeake du 12 février au 10 avril 1794, avant de rentrer à Brest le 13 juin 1794 (juste après la bataille de Prairial, le 1er juin 1794).
Le 6 novembre 1794, le Jean Bart participe dans la division du contre-amiral Nielly à la capture du HMS Alexander (réarmé par les Français sous le nom de l’Alexandre).
De la fin décembre 1794 à février 1795, il effectue la Campagne du Grand Hiver au sein de la division commandée par Van Stabel, participant à cette occasion le 23 juin 1795 à la bataille de Groix (trois vaisseaux français pris).

### Consulat et empire
En 1800, il fait voile vers la Méditerranée pour rejoindre Toulon. À la proclamation de la paix d'Amiens, il est désarmé à Brest, pour être réarmé à la reprise des hostilités en 1803.
En février 1809, il fait partie d'une flotte française qui quitte Brest pour secourir la colonie française de la Martinique menacée d'être envahie. La flotte navigue d'abord vers le pertuis Breton à la rencontre de l'escadre de Rochefort, mais dès l'entrée en rade d'Aix, elle est immédiatement bloquée par les Britanniques.
Le 26 février 1809, le Jean Bart s'échoue sur les bancs et les rochers près de l'île Madame ; l'équipage doit l'abandonner avant que le vaisseau ne se couche sur le côté lors de la marée basse. L'épave est brûlée par les Britanniques en avril 1809 après l'affaire des brûlots d'Aix.

## Les successeurs
- Un second vaisseau de 74 canons de classe Téméraire a porté le nom de Jean Bart, mis en chantier en 1811 à Lorient, il ne sera lancé qu'en 1820. Affecté à la station navale des Antilles de 1821 à 1825, désarmé en 1825, il est finalement retiré du service en 1833.
- Le troisième Jean Bart est un vaisseau de 80 canons, à propulsion mixte (à voile et à vapeur), construit à Lorient de 1849 à 1852. Il participe à la Guerre de Crimée (1854) et à l'expédition du Mexique (1863-1864). Navire d'application de l'École navale de 1864 à 1868, il est rebaptisé Donawerth avant d'être désarmé en 1869.
- Le quatrième est un vaisseau de 80 canons mis en chantier en 1827 mais lancé seulement en 1854 sous le nom de Donawerth. Il est transformé en navire à vapeur en 1856-1857, avant de prendre en 1868 le nom de Jean Bart et de devenir un navire-école. Il est mis en réserve en 1873 et détruit en 1897.
- Le cinquième est un croiseur en acier (4 100 tonnes de déplacement) construit à Rochefort de 1886 à 1892. En 1897, il est affecté à la division navale d'Extrême-Orient jusqu'en 1902. Il s'échoue en 1907 sur la côte d'Afrique à proximité du cap Blanc et est sabordé.
- Le sixième est un des premiers cuirassés français, de la classe Courbet (23 000 tonnes de déplacement), construit à Brest de 1910 à 1913. En juillet 1914, il conduit le président Poincaré pour sa visite officielle en Russie. Torpillé par un sous-marin dans le canal d'Otrante en décembre 1914, il parvient à rallier Malte où il est réparé. En avril 1919, une partie de l'équipage se mutine à l'escale de Sébastopol. Après la guerre et une refonte, il est affecté en Méditerranée de 1920 à 1935. En 1936 il est rebaptisé Océan. Les Allemands s'en emparent en 1942 à Toulon, le coulant en mars 1944 lors d'essais d'explosifs. Renfloué, il est démoli en 1946.
- Le septième Jean Bart est un cuirassé (35 000 tonnes de déplacement) construit à Saint-Nazaire de 1937 à 1940. Il n'est vraiment terminé qu'en 1953, ce qui fait de lui le dernier cuirassé mis en service de la planète. En 1956, il participe au débarquement en Égypte. Mis en réserve en 1957, il est détruit en 1970.
- Le huitième Jean Bart est une frégate antiaérienne (3 900 tonnes de déplacement) lancée en 1985 et toujours en service.

## Reconstitution
Une reconstitution taille réelle d'un vaisseau a commencé en 2002 à Gravelines dans le Nord : il s'agit d'un vaisseau de la fin du XVIIe siècle qui doit porter le nom de Jean Bart.